# لاومرس‌هایم
لاومرسهایم (به آلمانی: Laumersheim) یک شهر در آلمان است که در باد دورکهایم واقع شده‌است. لاومرسهایم ۸۸۲ نفر جمعیت دارد.